# Тиберий Мецилий Кротон
Тиберий Мецилий Кротон (лат. Tiberius Maecilius Croto; III век до н. э.) — римский военачальник, легат в 215 году до н. э., участник Второй Пунической войны. Упоминается только в одном источнике: претор Аппий Клавдий Пульхр поручил ему перевести в Сицилию войско из Клавдиева лагеря под Суэссулой, состоявшее в основном из солдат, которые уцелели при Каннах. Сохранилась монета с надписью Krot(o), но исследователи полагают, что здесь речь не о когномене, а о городе в Южной Италии